# Glodeni, Mureș
Glodeni, mai demult Șarpotoc, Șarpatoc (în maghiară Marossárpatak, Sárpatak, în germană Scharpendorf, Schellenberg, Kothbach în trad. "Pârâul noroios") este satul de reședință al comunei cu același nume din județul Mureș, Transilvania, România. Satul Glodeni este înconjurat de păduri; aici se găsesc mai multe lacuri naturale și două lacuri artificiale de pescuit.

## Istoric
Satul Glodeni este atestat documentar în anul 1263.

## Localizare
Satul este situat pe malul râului Mureș, la 14 km de municipiul Târgu-Mureș, la 18 km de municipiul Reghin, pe drumul național DN15, fiind traversat de pârâul Șar.

## Populație
Locuitorii satului sunt de religie reformată, ortodoxă, catolică, atât de rit latin, cât și de rit oriental și neoprotestantă.

## Obiective turistice
- Conacul Teleki[2]
- Casa de Cultură (în trecut grajd al conacului Teleki).
- "Parcul cu statuiete"

## Galerie de imagini

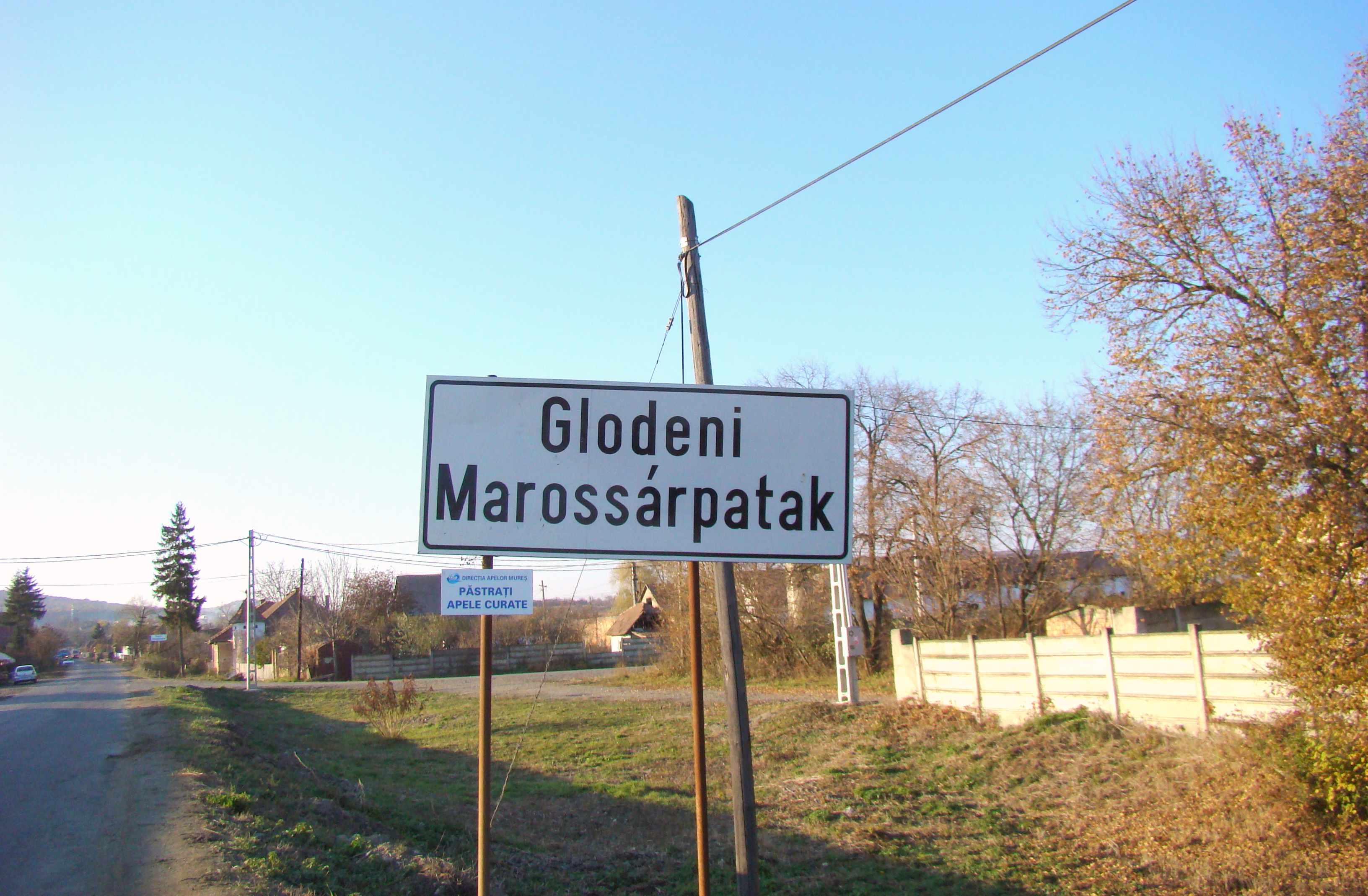
Intrarea în localitate
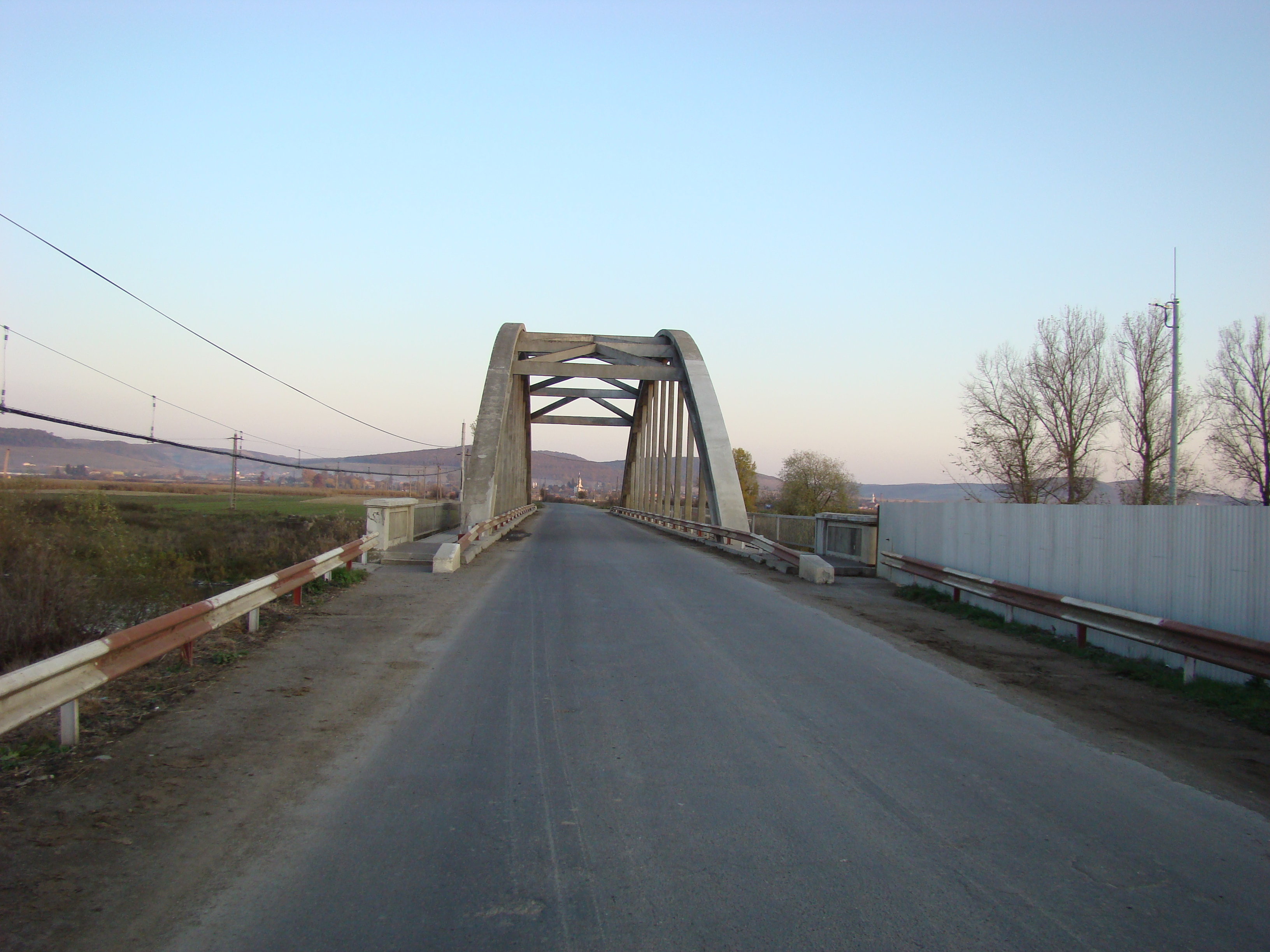
Podul peste râul Mureș
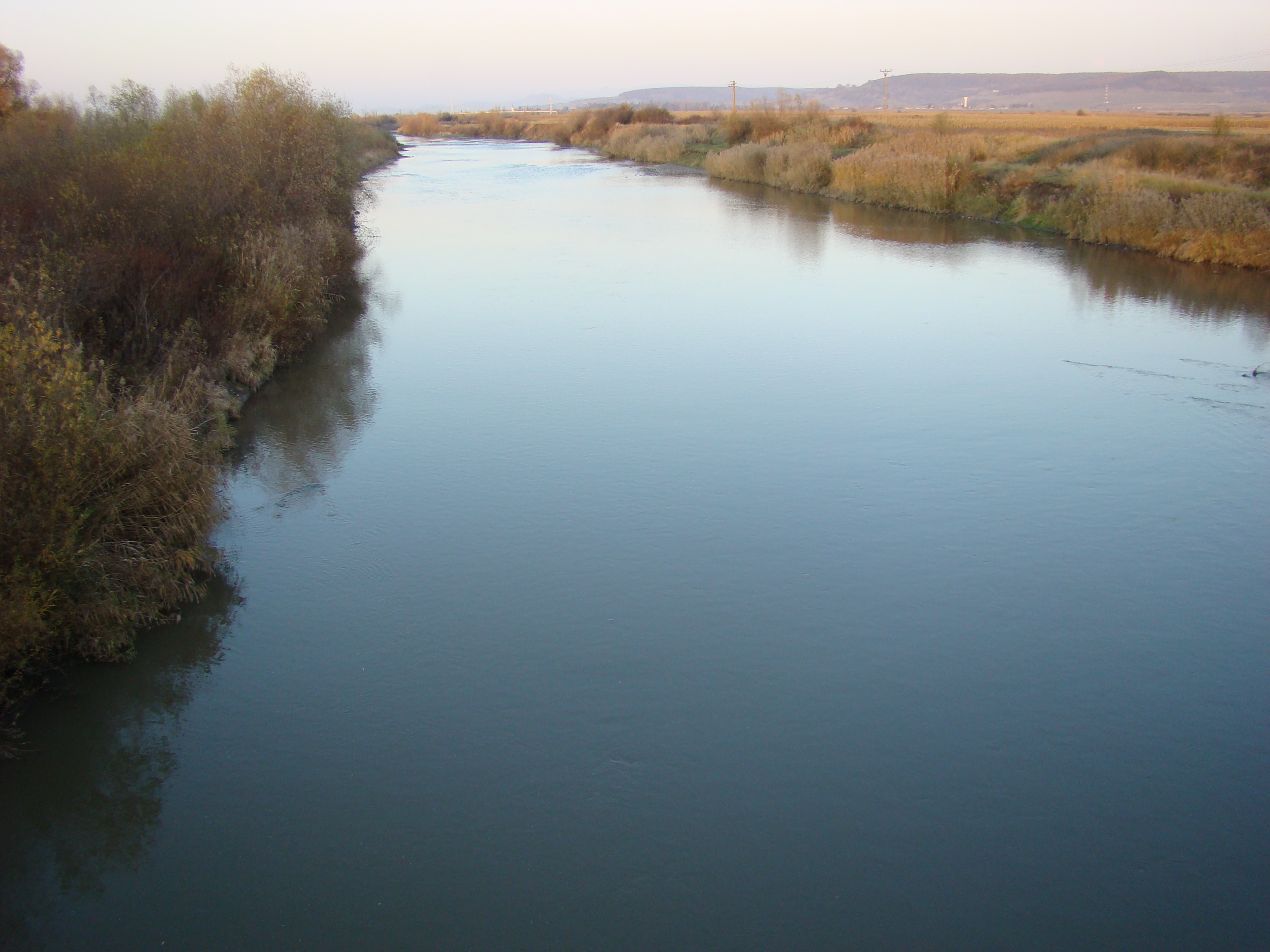
Râul Mureș
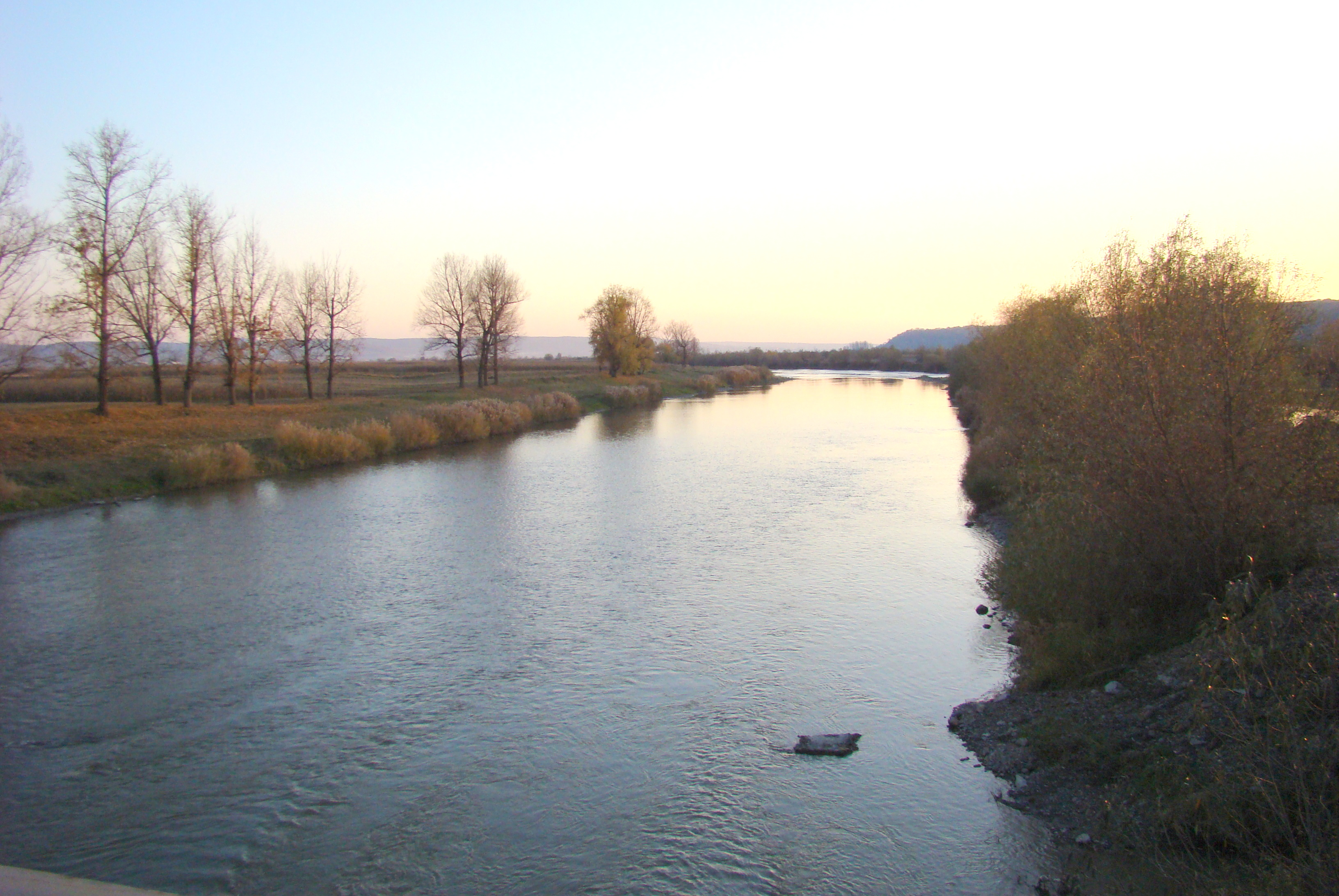
Râul Mureș
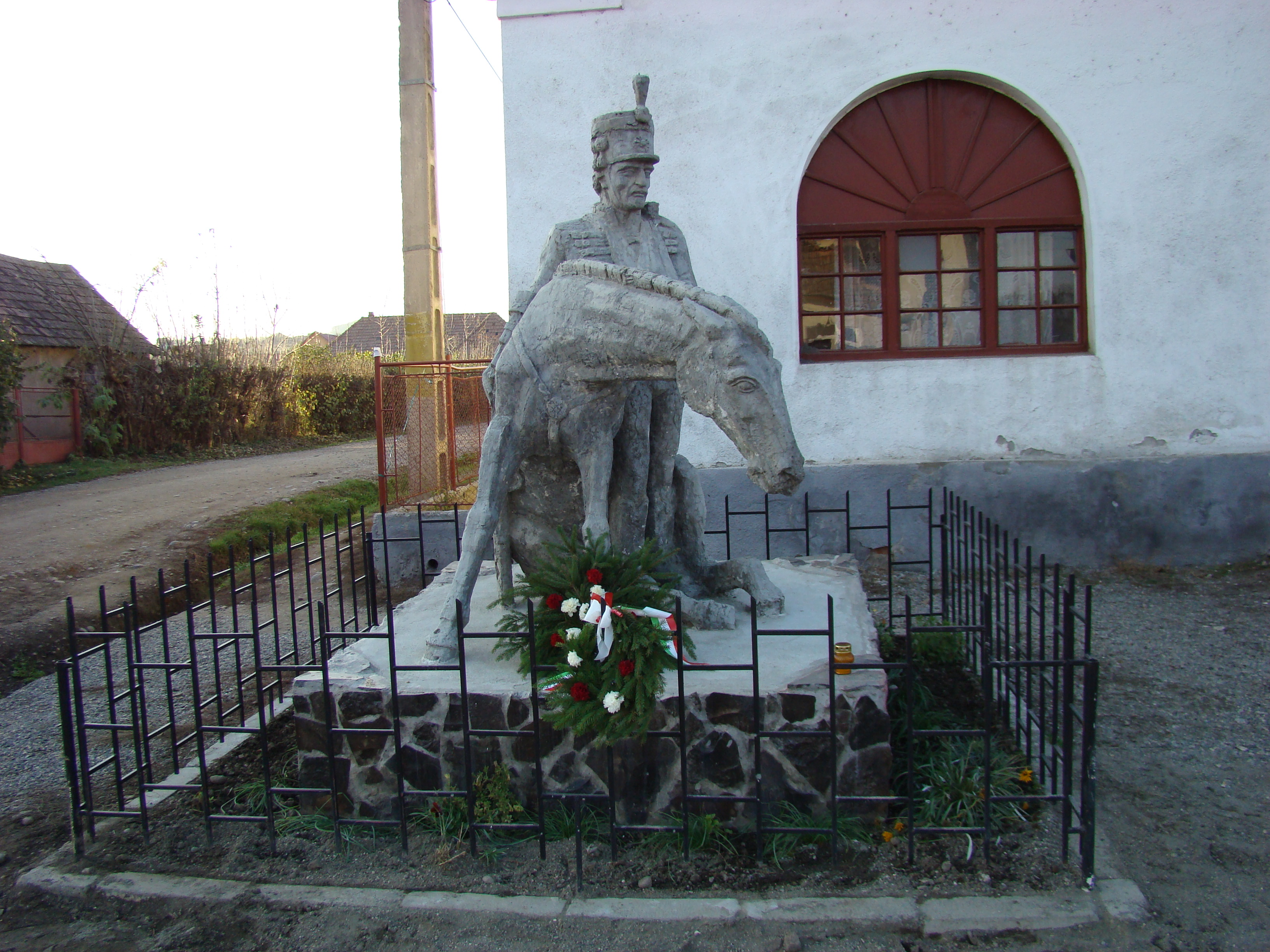
Statuia husarului rănit
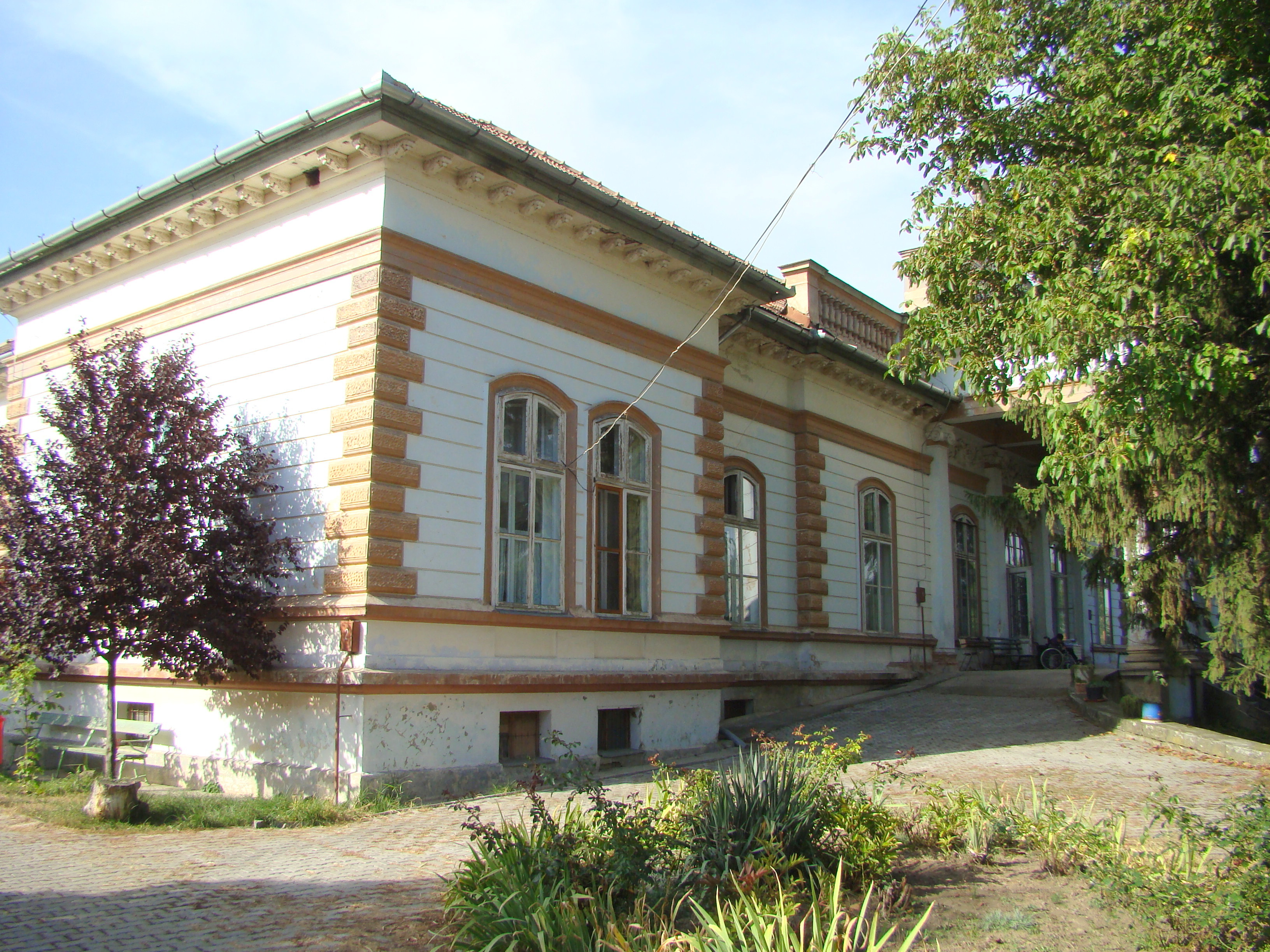
Conacul Teleki (1872)
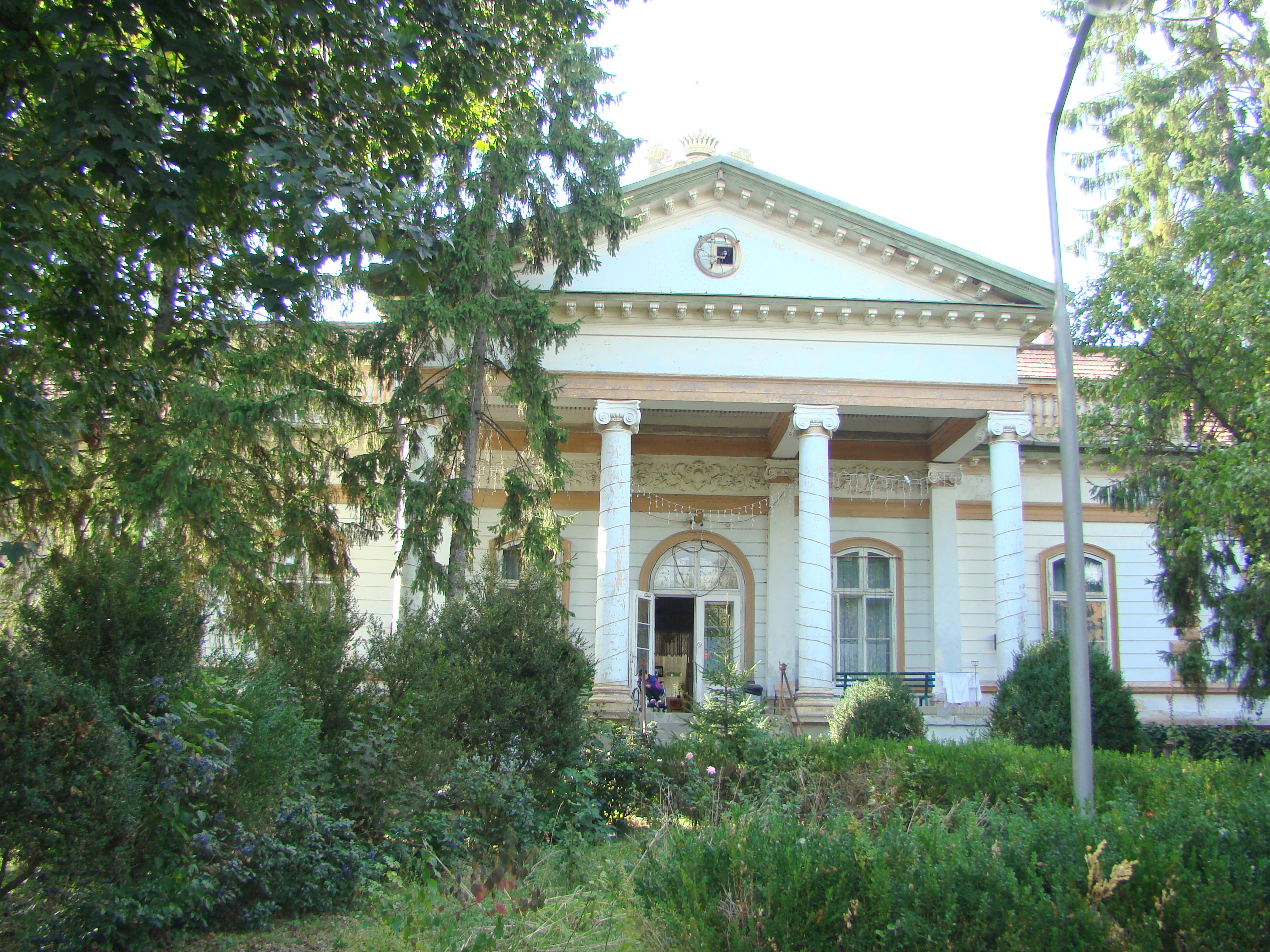
Conacul Teleki (monument istoric)
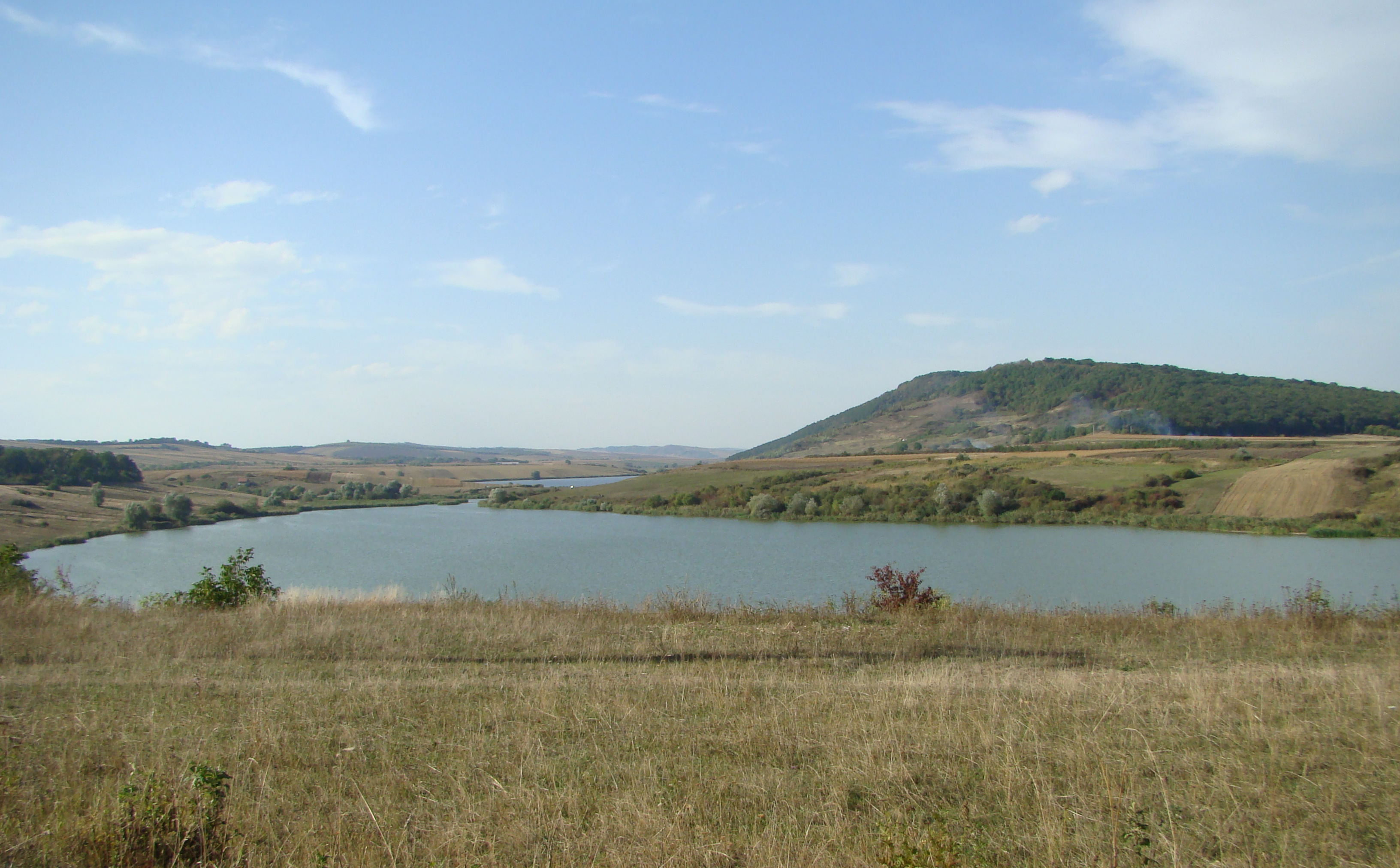
Lacurile din Glodeni
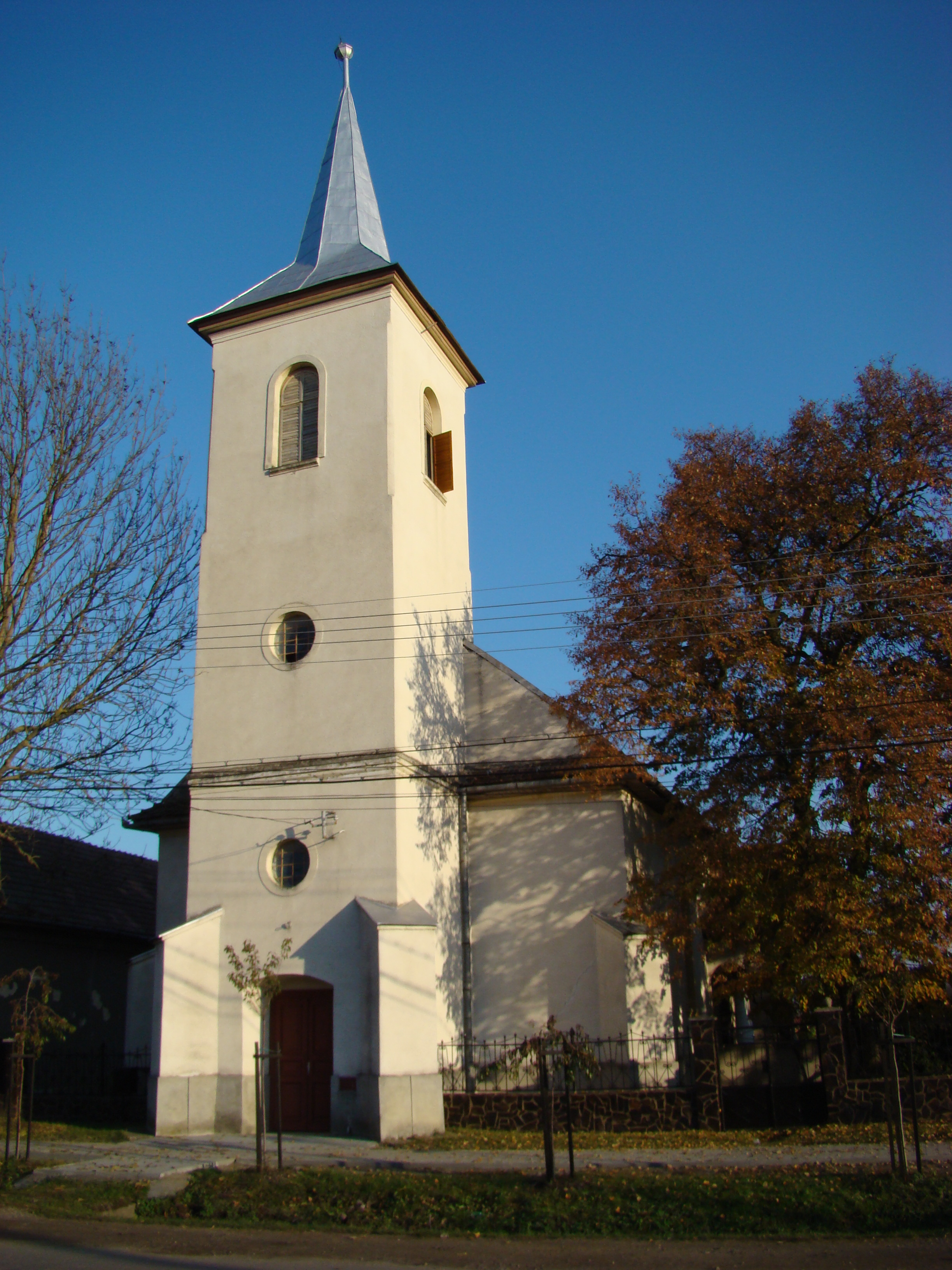
Biserica reformată